# Saint-Jean-Ligoure
 Saint-Jean-Ligoure  (en occitano Sent Jan Ligora) es una población y comuna francesa, situada en la región de Lemosín, departamento de Alto Vienne, en el distrito de Limoges y cantón de Pierre-Buffière.

## Demografía
| 653 | 572 | 448 | 481 | 436 | 419 | 411 |
| Para los censos de 1962 a 1999 la población legal corresponde a la población sin duplicidades (Fuente: INSEE [Consultar]) |     |     |     |     |     |     |